# Кристиансен, Юхан-Себастьян
Юхан-Себастьян Кристиансен (норв. Johan-Sebastian Christiansen; род. 10 июня 1998) — норвежский шахматист, гроссмейстер (2018).

## Биография
В турнирах 2014—2015 гг. трижды выполнил норму международного мастера. В 2016 году выиграл в Косте чемпионат северных стран среди юниоров, в том же году одержал победу на чемпионате Норвегии по блицу. На чемпионате мира по быстрым шахматам и блицу занял 59-е место из 120 участников.
В 2018 году выполнил гроссмейстерскую норму, став 15-м шахматным гроссмейстером в Норвегии.
Участник 2-х чемпионатов мира среди юниоров (2017—2018) и Кубка мира по шахматам (2019) в г. Ханты-Мансийске.
В составе национальный сборной участник 21-го командного чемпионата Европы (2017, выступал на 4-й доске) и 43-й шахматной олимпиады (2018) в г. Батуми.
В составе команды «Vålerenga» участник 3-х Кубков европейских клубов (2015—2017).

## Спортивные результаты
| Год  | Город     | Турнир                          | + | − | = | Результат | Место  |
| ---- | --------- | ------------------------------- | - | - | - | --------- | ------ |
| 2014 | Доха      | «Qatar Masters Open»            | 4 | 5 | 0 | 4 из 9    | [ 5 ]  |
| 2015 | Рейкьявик | «Reykjavik Open»                | 6 | 1 | 3 | 7½ из 9   | [ 6 ]  |
|      | Векшё     | «Visma Chess 2015 IM B»         | 6 | 3 | 0 | 6 из 9    | [ 7 ]  |
| 2017 |           | Командный чемпионат Европы      | 6 | 3 | 0 | 6 из 9    | [ 8 ]  |
| 2018 | Пардубице | «CZECH OPEN 2018 — A — GM open» | 4 | 0 | 5 | 6½ из 9   | [ 9 ]  |
|      | Гётеборг  | «Manhem Chessweek GM 2018»      | 4 | 0 | 5 | 6½ из 9   | [ 10 ] |

## Изменения рейтинга
| Графики недоступны из-за технических проблем. См. информацию на Фабрикаторе и на mediawiki.org. |